# Lekkoatletyka na Światowych Wojskowych Igrzyskach Sportowych 2015 – skok o tyczce mężczyzn
Skok o tyczce mężczyzn – jedna z konkurencji technicznych rozegranych w dniu 8 października 2015 roku podczas 6. Światowych Wojskowych Igrzyskach Sportowych na kompleksie sportowym KAFAC Sports Complex w Mungyeongu.

## Terminarz
| Data                | Godzina (UTC+09:00) | Wydarzenie |
| ------------------- | ------------------- | ---------- |
| 8 października 2015 | 13:00               | Finał      |

## Rekordy
Tabela prezentuje rekord świata, a także rekord Igrzysk wojskowych (CSIM) przed rozpoczęciem mistrzostw.
|                                   | Zawodnik            | Wynik | Miejsce        | Data                  |
| --------------------------------- | ------------------- | ----- | -------------- | --------------------- |
| Rekord świata                     | Renaud Lavillenie   | 6,16  | Donieck        | 15 kwietnia 2014(dts) |
| Rekord Igrzyska wojskowych (CSIM) | Paweł Wojciechowski | 5,81  | Rio de Janeiro | 23 lutego 2011(dts)   |

## Medaliści
| Złoto                          | Srebro                   | Brąz                         |
| Jin Min-sub · Korea Południowa | Georgij Gorochow · Rosja | Paweł Wojciechowski · Polska |

## Finał
| Pozycja | Zawodnik               | Państwo          | 4.70 | 4.85 | 5.00 | 5.10 | 5.20 | 5.30 | 5.40 | 5.50 | 5.60 | 5.70 | Wynik | Uwagi |
| ------- | ---------------------- | ---------------- | ---- | ---- | ---- | ---- | ---- | ---- | ---- | ---- | ---- | ---- | ----- | ----- |
| 01 !    | Jin Min-sub            | Korea Południowa | -    | -    | o    | -    | o    | -    | xxo  | -    | -    | x-   | 5.40  |       |
| 02 !    | Georgij Gorochow       | Rosja            | -    | -    | -    | -    | -    | xo   | xxx  |      |      |      | 5.30  |       |
| 03 !    | Paweł Wojciechowski    | Polska           | -    | -    | o    | -    | o    | -    | xxx  |      |      |      | 5.20  |       |
| -       | Marquis Richards       | Szwajcaria       | -    | -    | xxx  |      |      |      |      |      |      |      | NM    |       |
| -       | Nkosinathi Green Zwane | Eswatini         | -    | -    | x-   |      |      |      |      |      |      |      | NM    |       |
| -       | Rong Yunlei            | Chiny            |      |      |      |      |      |      |      |      |      |      | DNS   |       |